# Emir Ortakaya
Emir Ortakaya (Ankara, 22 juni 2004) is een Turks voetballer die in het seizoen 2025/26 door Fenerbahçe wordt uitgeleend aan Eyüpspor.

## Clubcarrière
Ortakaya maakte op 17 december 2020 z'n officiële debuut in het eerste elftal van Gençlerbirliği SK: in de bekerwedstrijd tegen Tuzlaspor mocht hij een kwartier voor tijd invallen. Een halfjaar later versierde hij een driejarig contract bij Fenerbahçe SK. Na een jaar bij de jeugd leende Fenerbahçe hem in augustus 2022 voor een seizoen uit aan tweedeklasser Göztepe SK. Deze uitleenbeurt ging gepaard met een contractverlenging tot 2027. Ortakaya speelde 31 van de 36 wedstrijden in de reguliere competitie, waarin Göztepe zich plaatste voor de promotie-playoffs. Ortakaya kreeg ook een basisplaats in de play-offwedstrijd tegen Bodrum FK, waarin Göztepe meteen zijn kans op promotie kwijtspeelde. Ook in het seizoen 2023/24 speelde Ortakaya op huurbasis in de TFF 1. Lig, ditmaal in het shirt van Kocaelispor. Daar begon hij met een paar invalbeurten, maar groeide hij al gauw uit tot basisspeler. Ook met Kocaelispor plaatste Ortakaya zich voor de promotie-playoffs, opnieuw zonder positieve afloop.
In juli 2024 werd Ortakaya voor een seizoen uitgeleend aan de Belgische eersteklasser KVC Westerlo, die in handen is van Turkse eigenaars.

## Clubstatistieken
| Seizoen         | Club              | Land             | Competitie      | Competitie | Competitie | Beker | Beker | Totaal | Totaal |
| Seizoen         | Club              | Land             | Competitie      | Wed.       | Dlp.       | Wed.  | Dlp.  | Wed.   | Dlp.   |
| --------------- | ----------------- | ---------------- | --------------- | ---------- | ---------- | ----- | ----- | ------ | ------ |
| 2020/21         | Gençlerbirliği    | Vlag van Turkije | Süper Lig       | 0          | 0          | 1     | 0     | 1      | 0      |
| 2021/22         | Fenerbahçe        | Vlag van Turkije | Süper Lig       | 0          | 0          | 0     | 0     | 0      | 0      |
| 2022/23         | → Göztepe         | Vlag van Turkije | TFF 1. Lig      | 32         | 1          | 2     | 0     | 34     | 1      |
| 2023/24         | → Kocaelispor     | Vlag van Turkije | TFF 1. Lig      | 31         | 3          | 0     | 0     | 31     | 3      |
| 2024/25         | → KVC Westerlo    | Vlag van België  | Eerste klasse A | 3          | 0          | 2     | 0     | 5      | 0      |
| 2024/25         | → K. Beerschot AC | Vlag van België  | Eerste klasse A | 0          | 0          | 0     | 0     | 0      | 0      |
| 2025/26         | → Eyüpspor        | Vlag van Turkije | Süper Lig       | 0          | 0          | 0     | 0     | 0      | 0      |
| Carrière totaal | Carrière totaal   | Carrière totaal  | Carrière totaal | 66         | 4          | 5     | 0     | 71     | 4      |

Bijgewerkt tot en met het seizoen 2024/25.

## Interlandcarrière
Ortakaya debuteerde in 2019 als Turks jeugdinternational.

## Privé
- Ortakaya is de zoon van voormalig profvoetballer Ulaş Ortakaya, die in 2023 zijn intrede maakte als investeerder bij Eendracht Aalst.[6][7]